# Директива 2004/38/ЕС
Директива 2004/38/ЕС, официальное название Директива 2004/38/ЕС Европейского Парламента и Совета от 29 апреля 2004 г. «о праве граждан Союза и членов их семей свободно передвигаться и проживать на территории государств-членов, изменяющая Регламент (ЕЭС) № 1612/68 и отменяющая директивы 64/221/ЕЭС, 68/360/ЕЭС, 72/194/ЕЭС, 73/148/ЕЭС, 75/34/ЕЭС, 75/35/ЕЭС, 90/364/ЕЭС, 90/365/ЕЭС и 93/96/ЕЭС» (англ. Directive 2004/38/EC of the European Parliament and of the Council of 29 April 2004 on the right of citizens of the Union and their family members to move and reside freely within the territory of the Member States amending Regulation (EEC) No 1612/68 and repealing Directives 64/221/EEC, 68/360/EEC, 72/194/EEC, 73/148/EEC, 75/34/EEC, 75/35/EEC, 90/364/EEC, 90/365/EEC and 93/96/EEC) — нормативный акт, которым регулируются публично-правовые отношения в сфере осуществления свободы передвижения и проживания всех граждан Европейского Союза независимо от их социального статуса и цели поездки, а также права членов их семей (в том числе являющихся выходцами из «третьих стран»). Документ был принят 29 апреля 2004 года в Брюсселе Европарламентом и Советом Европейского союза и вступил в силу 30 апреля 2004 года.

## История создания
Регулирование права на передвижение внутри Европейского Союза началось в 50-е годы XX века. Изначально такая прерогатива гарантировалась лишь для граждан, занимающихся экономической деятельностью («свобода передвижения работников» для лиц наёмного труда и «свобода учреждения» для предпринимателей и иных «ненаёмных» работников). Право на свободное передвижение и проживание в пределах территории Евросоюза для остальных категории граждан стран-членов (студенты, пенсионеры и т. д.) было реализовано к началу 1990-х годов. В 1992 году это право было закреплено в ст. 18 Договора о Европейском Союзе. Позднее оно было также продублировано в ст. 45 Хартии Европейского Союза об основных правах от 2000 года, а также в ст. I-10 и II-105 Договора, устанавливающего Конституцию для Европы. При этом, в силу особенностей законодательной политик Евросоюза условия и порядок реализации права на передвижение регулируются отдельными, обособленными нормативными актами. Таким документом стала Директива 2004/38/ЕС, что вступила в действие 30 апреля 2004 года. При этом следует отметить, что не смотря на прогрессивность данного акта, он не отменяет давно сложившийся пограничный контроль внутри Евросоюза, однако существенно упрощает процедуру пересечения границы из одного государства в другое посредством предъявления паспорта ЕС или иного документа удостоверяющего личность (относиться лишь к граждан Евросоюза).

## Характеристика документа

### Структура
- Преамбула (Whereas, состоит из п[4].1-31);
- Глава I. Основные положения (Chapter I General provisions, состоит из ст. 1-3);
- Глава II. Право на выезд и на въезд (Chapter II Right of exit and entry, состоит из ст. 4,5);
- Глава III. Право на проживание Chapter III Right of residence, состоит из ст. 6-15);
- Глава IV. Право на постоянное проживание (Chapter IV Right of permanent residence, состоит из ст. 16-21);
- Глава V. Положения, общие для права на проживание и для права на постоянное проживание (Chapter V Provisions common to the right of residence and the right of permanent residence, состоит из ст. 22-26);
- Глава VI. Ограничения права на въезд и права на проживание по основаниям соблюдения государственных интересов, общественной безопасности и общественного здравоохранения (Chapter VI Restrictions on the right of entry and the right of residence on grounds of public policy, public security or public health, состоит из ст. 27-33);
- Глава VII. Заключительные положения (Chapter VII Final provisions, состоит из ст. 34-42)[5][6].

### Задачи
Принятие Директивы 2004/38/ЕС обусловила решение ряда задач, среди которых: введение понятия «право постоянного проживания», ужесточение политики в сфере борьбы с дискриминацией по признаку национального гражданства, определения условий доступа работника-мигранта к работе по найму на территории ЕС, гарантирование равных прав с гражданами ЕС для членов их семей (в том числе являющихся выходцами из «третьих стран».